# Batalha de Dürenstein
A Batalha de Dürenstein (também conhecida como Batalha de Dürrenstein, Batalha de Dürnstein, Batalha de Diernstein e, na Alemanha, Gefecht bei Dürrenstein), foi uma batalha que teve lugar em Dürenstein, a 11 de Novembro de 1805, durante as Guerras Napoleónicas. Dürenstein (actual Dürnstein), fica no vale de Wachau, rio Danúbio, a 73 km de Viena, na Áustria. O rio apresenta uma curva em forma de crescente, entre Dürnstein e Krems an der Donau, e a batalha teve lugar na planície inundada entre o rio e as montanhas.
Em Dürenstein, uma forma conjunta de tropas russas e austríacas surpreenderam uma divisão comandada por Théodore Maxime Gazan. A divisão francesa fazia parte do recém-criado VIII. Corpo, chamado de Corps Mortier, comandado por Édouard Mortier. Na perseguição das forças austríacas que estavam em retirada da Baviera, Mortier alargou geograficamente as suas trâs divisões ao longo da margem norte do Danúbio. Mikhail Kutuzov, o comandante da da força da Coligação, conseguiu que Mortier enviasse a divisão de Gazan para uma armadilha, e as tropas francesas foram apanhadas, no vale, entre duas colunas russas. Conseguiram ser salvas pela chegada a tempo da segunda divisão, sob o comando de Pierre Dupont de l'Étang. A batalha prolongou-se até de noite. Ambos os lados clamaram vitória. Os franceses perderam mais um terço das tropas, e a divisão de Gazan cerca de 40% de baixas. Do lado da Coligação, as baixas foram de 16% — entre elas, a morte de Johann Heinrich von Schmitt, um dos mais destacados marechais-de-campo da Áustria.
Esta batalha ocorreu três semanas depois da Batalha de Ulm, e três semanas antes da derrota austro-russa em Austerlitz. Depois de Austerlitz, a Áustria retirou-se da guerra. Os franceses exigiram uma elevada indemnização e Francisco I da Áustria abdicou como Imperador Sacro Romano, libertando os estados alemães da sua ligação ao Sacro Império Romano-Germânico.